# Supercoppa italiana 2025
La Supercoppa italiana 2025, denominata EA SPORTS FC Supercup per ragioni di sponsorizzazione, sarà la 38 edizione della competizione e si è disputerà in Arabia Saudita dal 18 dicembre al  22 dicembre 2025.
Sarà la terza volta che si è svolgerà con il formato della final four, che ha previsto la disputa di semifinali e finale. A partecipare saranno il Napoli , vincitrice della Serie A 2024-25, il Bologna, vincitore della Coppa Italia 2024-25, l' Inter, seconda classificata della Serie A, e il Milan , finalista della Coppa Italia.